# Relaciones exteriores con el Eje durante la Segunda Guerra Mundial

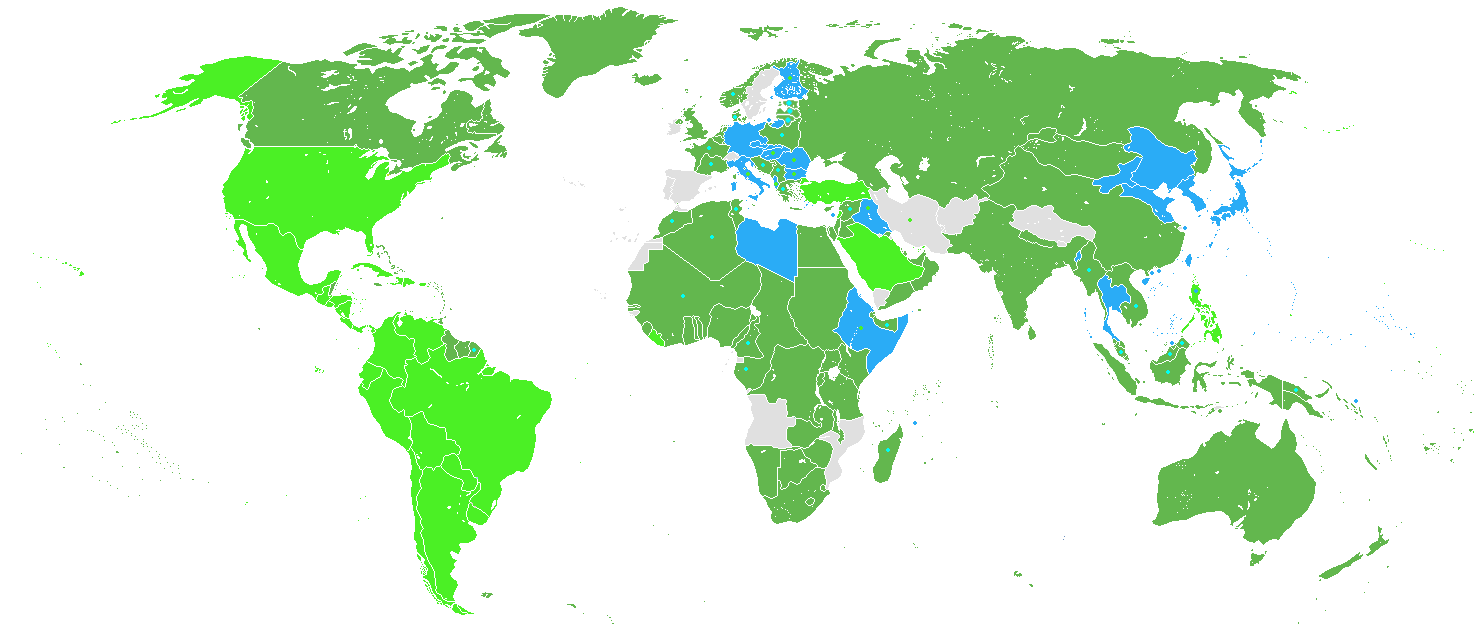
Mapa del mundo con los participantes en la Segunda Guerra Mundial.
Los Aliados se muestra en verde (los de color verde claro entraron después del Ataque a Pearl Harbor), las Potencias del Eje en azul, y los países neutrales en gris.

Las relaciones exteriores del Eje durante la Segunda Guerra Mundial incluyen los estados que no eran oficialmente miembros del Eje pero mantuvieron relaciones con uno o más miembros de este.

## Europa

### Andorra
Durante la Segunda Guerra Mundial, Andorra se mantuvo neutral, pero fue una importante ruta de contrabando entre la Francia de Vichy y España.

### Austria
El 12 de febrero de 1934, el nuevo régimen austrofascista provocó la Guerra Civil Austríaca al ordenar el registro de la sede del partido socialista. En ese momento, la estructura del partido socialista ya estaba debilitada y el levantamiento de sus seguidores se derrotó rápidamente. Posteriormente, el partido socialista y todas sus organizaciones secundarias fueron prohibidos.
El 1 de mayo del mismo año, el gabinete de Engelbert Dollfuß aprobó una nueva constitución que abolía la libertad de prensa, estableció un solo partido (conocido como Frente Patriótico) y monopolizó los sindicatos convirtiéndolos en uno solo controlado por el estado. Este sistema se mantuvo vigente hasta el Anschluss en 1938, cuando Austria empezó a formar parte de la Alemania Nazi. El gobierno del Frente Patriótico frustró las ambiciones de los simpatizantes nazis austríacos que querían influenciar políticamente y la unificación de Austria con Alemania, lo que supuso el asesinato de Dollfuß el 25 de julio de 1934. Su sucesor, Schuschnigg mantuvo la prohibición sobre las actividades nazis en Austria, pero fue forzado a dimitir el 11 de marzo de 1938, siguiendo una petición de Hitler para compartir el poder con círculos pro-nazis.
El 12 de marzo, tropas alemanas entraron en Austria y se reunieron con el pueblo para instalar al títere nazi Arthur Seyß-Inquart como canciller. Con una administración nazi en Austria y el país incorporado en la Alemania Nazi, un referéndum celebrado el 10 de abril aprobó la anexión con una mayoría del 99.73 %.
Como resultado, Austria no siguió siendo un país independiente durante la II Guerra Mundial. Técnicamente, esta anexión fue forzada por una invasión militar, pero muchas partes de la población austríaca estaban de acuerdo con el régimen nazi. La gran población judía (unos 200 000 judíos vivían en Viena en ese momento), que hasta ese momento había contribuido significativamente a la ciencia y la cultura, fue asesinada u obligada al exilio, al igual que muchos políticos austríacos socialistas o católicos. Aproximadamente 1,2 millones de austríacos fueron enrolados o voluntariamente u obligados en la Wehrmacht, de los cuales unos 250 000 murieron. Cerca de 67 000 austríacos sirvieron en las Waffen SS, un número desproporcionalmente grande a saber, su población comparada con la germana al mismo tiempo. Las tropas austríacas formaron parte de siete Divisiones Alpinas y Divisiones de infantería, tres divisiones blindadas y tres divisiones guarnecidas.

### Bélgica
Artículo principal: Rexismo
Desde finales de la década de 1930 hasta 1945, Bélgica tuvo muchos grupos y partidos fascistas, como la Unión Nacional Flamenca y muchos otros. La Alemania nazi y los grupos fascistas presionaron a Bélgica para que estableciese un gobierno fascista. Tuvieron cierto éxito, pero Bélgica decidió no aliarse con ningún poder del Eje.

### Checoslovaquia
Artículos principales: Protectorado de Bohemia y Moravia, Ocupación alemana de Checoslovaquia, Resistencia checa a la ocupación nazi y Gobierno checoslovaco en el exilio
Bohemia y Moravia fueron ocupadas: y declaradas protectorado de Alemania fueron puestas bajo la supervisión del Reichsprotektor, un puesto que ocuparon varias personas. Emil Hácha permaneció técnicamente como presidente con el título de Presidente del Estado. Los funcionarios alemanes controlaban departamentos análogos a ministerios del gabinete, mientras las pequeñas oficinas de control alemanas se establecieron localmente. La Gestapo asumió la autoridad policial. Los judíos fueron despedidos de la administración pública y relegados a una posición extralegal. Los partidos políticos fueron prohibidos y varios políticos democráticos huyeron a Francia y al Reino Unido, donde establecieron un gobierno en el exilio antinazi. Muchos líderes del Partido Comunista de Checoslovaquia huyeron a la Unión Soviética.
La población del protectorado se movilizó para trabajar en Alemania, lo que la ayudó a soportar el esfuerzo bélico, y se organizaron departamentos especiales para supervisar la administración de las industrias más importantes para dicho esfuerzo. Los checos fueron obligados a trabajar en las minas de carbón, la industria del hierro y el acero y la producción armamentística; algunos jóvenes checos fueron enviados a Alemania a trabajar. La producción de bienes de consumo, que disminuyó mucho, fue dirigida en gran parte a proporcionar suministros a las fuerzas armadas alemanas. La población del protectorado fue sometida a una estricta racionalización.

### Dinamarca
Artículo principal: Invasión de Dinamarca
El 31 de mayo de 1939, Dinamarca y Alemania firmaron un pacto de no agresión que no contenía obligación militar alguna para ninguna de las partes. El 9 de abril del año 1940, alegando como pretexto la intención de colocar minas en aguas noruegas y danesas por parte de las fuerzas británicas, Alemania ocupó los dos países. El rey Cristian X y el gobierno danés, preocupados por los posibles bombardeos si se resistían a la ocupación, aceptaron la «protección del Reich» a cambio de la independencia teórica bajo la ocupación militar alemana, con lo que la lucha en Dinamarca terminó el mismo día de la invasión. Tres Primeros Ministros, Thorvald Stauning, Vilhelm Buhl y Erik Scavenius, mantuvieron su samarbejdspolitik («política de cooperación») de colaboración con Alemania.
Dinamarca coordinó su política exterior con Alemania reconociendo diplomáticamente a los colaboradores del Eje y sus gobiernos títeres y rompiendo relaciones con los «gobiernos en el exilio» formados por países ocupados por Alemania. Dinamarca rompió las relaciones diplomáticas con la URSS y firmó el Pacto Antikomintern de 1941.
En 1941, un cuerpo militar danés, el Freikorps Danmark fue creado por iniciativa de las SS y del Partido nazi danés, para luchar junto a la Wehrmacht en el Frente Oriental. Una declaración del gobierno posterior a la formación del Frikorps fue ampliamente interpretada como una sanción al cuerpo. Miembros del Ejército Real de Dinamarca y quienes habían terminado su servicio en los últimos diez años podían alistarse en el Freikorps. Entre 4.000 y 10.000 daneses se unieron al Frikorps Danmark, 77 oficiales del Ejército Real Danés entre ellos. Unos 3.900 daneses murieron luchando por Alemania durante la Segunda Guerra Mundial.
Dinamarca transfirió seis torpederos a Alemania en 1941, aunque la mayor parte de su marina de guerra permaneció bajo comandancia danesa hasta la declaración de la ley marcial en 1943.
Dinamarca suministró productos agrícolas e industriales a Alemania además de préstamos para comprar armamento y fortificaciones. La presencia alemana en Dinamarca, incluyendo la construcción por parte danesa del muro atlántico, se pagó mediante una cuenta del Nationalbanken Banco Nacional de Dinamarca. El gobierno danés había prometido que dichos gastos serían satisfechos más tarde, pero eso nunca sucedió. La construcción de las fortificaciones del muro atlántico en Jutlandia costó 5000 millones de coronas danesas.
El gobierno del protectorado danés duró hasta el 29 de agosto del año 1943, cuando el gabinete renunció a raíz de una declaración de ley marcial por la ocupación de oficiales militares alemanes. La Real Armada Danesa se las arregló para barrenar y echar a pique 32 de sus mayores buques para impedir que fueran utilizados por Alemania. Alemania logró apoderarse de 14 de las mayores naves y 50 de las más pequeñas, para más tarde reflotar y reparar 15 de los buques hundidos por la Armada Danesa. Durante el hundimiento un número de barcos recibieron la orden de intentar escapar a aguas suecas y 13 buques tuvieron éxito en el intento, con cuatro de ellos siendo de los buques más grandes.  En el otoño del año 1944, estos barcos formaron oficialmente una Flotilla Naval Danesa en el exilio En 1943, las autoridades suecas permitieron a 500 soldados daneses en Suecia capacitarse como "tropas de la policía". En el otoño de 1944, Suecia planteó este número para 4800 soldados y reconoció la unidad entera como una brigada del ejército danés en el exilio. La colaboración danesa siguió en el plano administrativo, con el funcionamiento de la burocracia danesa bajo mando alemán.
La resistencia activa a la ocupación alemana entre la población era prácticamente inexistente antes del año 1943, aumentando después de la declaración de ley marcial. Las operaciones de inteligencia del movimiento de resistencia danesa fue descrito como "insuperable" por el El mariscal de campo Bernard Law Montgomery después de la liberación de Dinamarca.

### España
El dictador Francisco Franco del Estado español dio moral, economía y ayuda militar a las potencias del Eje, aunque nominalmente manteniendo la neutralidad del país. Franco describió a España como «no beligerante» y firmó el Pacto Antikomintern el año 1941 con Hitler y Mussolini.
Franco había ganado la Guerra Civil Española con la ayuda de Alemania e Italia. España debía a Alemania más de 1 200 millones de pesetas por suministro de material durante la Guerra Civil Española, y las tropas de combate italianas habían luchado en España al lado de Franco.
Cuando Alemania invadió la Unión Soviética en el año 1941, Franco se ofreció inmediatamente para formar una unidad militar de voluntarios para unirse a la invasión. Esto fue aceptado por Hitler, y dos semanas después había peticiones más que suficientes para formar una División de Voluntarios, la División Azul al mando del general Agustín Muñoz Grandes.
Además más de 100 000 trabajadores civiles españoles fueron enviados a Alemania para ayudar a mantener la producción industrial y liberar de ello a hombres alemanes capaces y sanos para su incorporación al servicio militar.

### Estonia
Después de que la Alemania nazi invadiera la Unión Soviética el 22 de junio del año 1941, y de que la Wehrmacht llegase a Estonia en julio del mismo año, la mayoría de los estonios saludó a los alemanes con los brazos relativamente abiertos, expresando la esperanza de la que su independencia fuera restaurada, pero pronto quedó claro que la soberanía estaba fuera de cuestión. Estonia se convirtió en una parte de las zonas ocupadas por los alemanes "Ostland". Una Sicherheitspolizei (policía secreta) para la seguridad interna fue establecida bajo la dirección del Obersturmbannführer (teniente coronel) estonio Ain-Ervin Mere.
Los reclutas de las unidades de Estonia de las Waffen-SS finalmente se convirtieron en una División completa de las Waffen-SS, la 20.ª División de Granaderos SS (Estonia n.º 1), se formó en el año 1944. Las unidades de Estonia entraron en acción en la defensa de la línea de Narva a lo largo del año 1944.
Estonia contaba con una población judía de 4300 personas antes de la guerra. La mayoría de los judíos fueron deportados a Siberia, junto con otros estonios por parte de los soviéticos. Se estima que unos pocos miles de judíos de Estonia sufrieron este destino. Fuera de los aproximadamente 4.300 judíos en Estonia antes de la guerra, 950 judíos fueron capturados por los nazis. Las redadas y asesinatos de judíos comenzaron inmediatamente después de la llegada de las tropas alemanas por primera vez en el año 1941, y fueron seguidas de cerca por el escuadrón de exterminio Sonderkommando 1a, parte del Einsatzgruppe A.

### Tercera República Francesa
Antes de la batalla de Francia, esta había firmado el Acuerdo de Münich, que permitiría que Hungría y la Alemania nazi, dos potencias del Eje, y Polonia, una potencia aliada que también tenía una relación con el Eje, aunque nunca acepto cooperar con él, para hacerse cargo de Checoslovaquia en el año 1938.

### Reino de Grecia
Aunque la gran mayoría de líderes, clérigos. población, militares y personas del espectro político, tanto de la izquierda como de la derecha del Grecia se resistían a la ocupación italiana, alemana y búlgara, surgió un pequeño grupo de simpatizantes, incluyendo los Primeros Ministros de los gobiernos títeres (conocidos como gobiernos Quisling) Geórgios Çolakoğlu, Konstantinos Logothetopoulos y Ioannis Rallis. Desde 1941 hasta 1944 los gobiernos colaboracionistas y simpatizantes que componían los infames "Batallones de Seguridad" (en griego: Ταγματασφαλίτες, Tagmatasfaletes) lucharon contra las fuerzas guerrilleras, tanto de la derecha como de las facciones de izquierda de la resistencia griega. Estos fueron ampliamente vilipendiados en el griego coloquial como Germanotsoliades (en griego: Γερμανοτσολιάδες, que literalmente significa "soldados alemanes" (en alemán "Tsolias", griego: Τσολιάδες; singular: Τσολιάς - Tsolias).

### Irlanda
Éire, el nombre con el que era conocida en ese momento la República de Irlanda, fue oficialmente neutral durante la guerra. Irlanda del Norte formaba parte del Reino Unido. En 1939-40, Alemania trató de infiltrar espías en el Reino Unido a través de Éire, pero esos intentos fracasaron sistemáticamente (ver Operación Langosta y Operación Gaviota).
Durante el período 1939-1943, la inteligencia alemana, la Abwehr, realizó intentos para fomentar la cooperación con el Ejército Republicano Irlandés (IRA), pero se encontró con que el IRA no estaba en condiciones de ser tomado en serio. Miembros del IRA como Francis Stuart viajaron a Alemania para el debate, aunque dichos viajes resultaron mayormente ineficaces.
El ejército alemán también había elaborado planes que detallaban la posibilidad de que pudiera tener lugar una invasión de Irlanda. Dichos planes recibieron el nombre de Plan Verde, y cualquier invasión se contemplaba como un ataque de distracción en favor de un ataque principal para conquistar Gran Bretaña bajo el nombre de Operación León Marino. Ambos planes fueron archivados en 1942. Los alemanes también llegaron a Irlanda: el más notable de ellos sería Goertz, quien fue capturado en posesión del "Plan Kathleen", el plan IRA en el que se detallaba una invasión nazi con el apoyo de Irlanda del Norte.
Con motivo de la muerte de Adolf Hitler, el (Primer Ministro) irlandés, elegido por el presidente de la República Taoiseach , Eamon de Valera realizó una polémica visita al embajador alemán Hempel para expresar su solidaridad con el pueblo alemán por la muerte del líder.
Algunas personas irlandesas fueron acusadas de haber servido en las fuerzas alemanas, por ejemplo, James Brady y Stringer Frank, que sirvieron en las SS durante la organización de la unidad SS-Jagdverband Mittea durante 1944-45 siendo sometidos a un consejo de guerra y encarcelados después de la guerra. Una tercera persona, Patrick O'Neill, un médico irlandés, pudo haber servido en el Batallón de Asalto SS-Fallschirmjägerbataillon 500
Contrariamente a estas denuncias más de 40.000 irlandeses lucharon junto a los británicos durante la Guerra, incluido el más joven de la historia de la RAF, el Wing Commander y As de la aviación Paddy Finucane. Éire proporcionó material bélico británico bajo contrato y debido a su estatus de neutralidad fue atacada durante la guerra por la Luftwaffe alemana en los bombardeos de Dublín, a pesar de su condición de país neutral. El temor de los británicos a una nueva invasión de Irlanda propició el Plan W, estimulando el interés irlandés por la defensa de la isla contra la posibilidad de un ataque alemán o británico. Más tarde, durante la guerra, cuando la amenaza de una invasión británica cedió, los aviones de la RAF fueron autorizados por el gobierno irlandés para volar sobre el Corredor de Donegal. A partir de 1941, eso suponía una violación de la neutralidad irlandesa y por lo tanto en su momento no se hizo público.

### Letonia
Las tropas alemanas ocupron Riga el 1 de julio del año 1941. Inmediatamente después de la entrega a la autoridad alemana, un proceso de eliminación de judíos y gitanos de la población dio comienzo, con muchos asesinatos que tienen lugar en el bosque de Rumbula. Los asesinatos fueron cometidos por los Einsatzgruppen A, la Wehrmacht y la Marina (en Liepaja), así como por los colaboradores letones, y entre 500-1500 miembros del Comando Aray, que por sí solos asesinaron alrededor de 26 000 judíos, y otros 2.000, o más, por miembros letones de la SD. A finales del año 1941 casi toda la población judía fue asesinada o enviada a los campos de exterminio. Además, unos 25.000 judíos fueron transportados desde Letonia a Alemania, Austria y la que hoy es la República Checa, de los cuales unos 20 000 fueron asesinados. El Holocausto se cobró aproximadamente 85 000 vidas en Letonia.

### Liechtenstein
Según algunas fuentes el príncipe Francisco I de Liechtenstein —monarca absoluto del pequeño principado— resultó antipático al nazismo porque su consorte Elisabeth (apellido de soltera von Gutmann), era judía. Francisco I murió en 1938 y fue sucedido por Francisco José II. Liechtenstein permaneció neutral durante la Segunda Guerra Mundial, y su neutralidad nunca fue violado por ninguno de los combatientes. Sin embargo, dos factores han relacionado al Estado de Liechtenstein con la causa del Eje:
En el año 2005, se reveló que Francisco José II se benefició directamente del Holocausto, ya que trabajadores del campo de concentración de Strasshof proporcionados por las SS habían trabajado en las haciendas de Austria propiedad de la Casa Real de Liechtenstein. La familia también compró propiedades en Austria y Checoslovaquia que habían sido requisadas a los judíos por los nazis.
Al final de la guerra, Liechtenstein dio asilo a cerca de 500 soldados del Ejército de Liberación Ruso (también conocido como el ejército de Vlasov), que había sido reclutado por la Wehrmacht alemana con prisioneros de guerra de la Unión Soviética.

### Lituania
Después de la invasión alemana, los lituanos pronto se dieron cuenta de que los nazis no tenían ningún plan para su independencia o autonomía para Lituania y, de hecho, veían a los nativos como ciudadanos de segunda clase. Lituania perdió por completo su independencia, y las condiciones económicas fueron muy duras, sobre todo en las ciudades y pueblos (en los pueblos la gente eran menos capaz de producir alimentos para sí misma).
Hubo una importante cooperación entre las fuerzas alemanas y algunos lituanos. El Frente Activista Lituano, grupo de cinco compañías de policía fue formado para ayudar en la ocupación del país. Más tarde, las unidades alrededor de Kaunas se incorporaron a la Darbo Tautos Apsauga (Guardia Nacional del Trabajo) y en Vilna, en la Lietuvos Savisaugos Daly (Defensa de Lituania). Estos se unieron luego a los Batalionai Policiniai (Batallones de Policía de Lituania). llamados por los alemanes «equipos de protección», con un total de 8388 hombres, en agosto del año 1942. Otra unidad fue la tristemente célebre policía secreta de Lituania (Saugumo Policija). A pesar del hecho de que el propósito de su creación era diferente, estas unidades de Lituania participaron en el Holocausto, especialmente en Lituania (incluyendo las áreas de la región de Vilna que ahora están en Bielorrusia).

### Mónaco
Aunque las simpatías del príncipe de Mónaco Luis II estaban fuertemente a favor de los franceses, intentó mantener neutral a Mónaco neutral durante la Segunda Guerra Mundial y apoyó a la Francia de Vichy durante el gobierno de su viejo colega del ejército, el mariscal Philippe Pétain. Sin embargo, su pequeño principado estaba atormentado por conflictos internos, en parte como resultado de la indecisión de Luis, y también porque la mayoría de la población era de ascendencia italiana, y muchos de ellos apoyaban el régimen fascista de la Italia de Benito Mussolini.
En el año 1943, el Ejército Italiano invadió y ocupó Mónaco, con el establecimiento de un gobierno títere fascista. Poco después de la caída de Mussolini en Italia, el ejército alemán ocupó Mónaco y empezó ejecutar la deportación de la población judía. Entre ellos estaba René Blum, fundador de la Ópera de Montecarlo, que murió en un campo de concentración nazi. Bajo las órdenes secretas del príncipe Louis, la policía de Mónaco, a menudo con gran riesgo para sí misma, advirtió a la gente de antemano de que la Gestapo estaba planeando arrestos. El país fue liberado mientras tanto y las tropas alemanas se retiraron.

### Segunda República Polaca
Polonia nunca aceptó la oferta de cooperación con el Eje, pero reclamó una parte de Checoslovaquia, cuando el país se disolvió en dos potencias del Eje, la Alemania nazi y el Hungría en el año 1938. Sin embargo, esta acción surgió de un anterior conflicto de fronteras, no de un alineamiento ideológico con el Eje.

### Portugal
António de Oliveira Salazar, el dictador de Portugal, personalmente simpatizaba con el Eje, pero Portugal y el Reino Unido estaban obligados por el tratado de defensa más antiguo del mundo, el Tratado de Windsor. Después de que el Reino Unido invocó el tratado, uno de los principales aliados, una base naval y aérea fue establecida en las Azores. Portugal, en particular Lisboa, fue uno de los últimos puntos de salida de Europa hacia los EE.UU., y un gran número de refugiados encontraron refugio en Portugal. Estar de parte del Eje hubiera significado que Portugal habría entrado en guerra con el Reino Unido, amenazando así a las colonias portuguesas, mientras que del lado de los aliados podría llegar a ser una amenaza para el propio Portugal. Las exportaciones de Portugal de tungsteno y otros bienes continuaron, tanto para el Eje (en parte a través de Suiza) como a los países aliados.
Portugal protestó por la ocupación del Timor portugués por las fuerzas de Australia en el año 1942, pero no se resistió activamente. La colonia fue ocupada posteriormente por Japón. Civiles de Timor y Portugal asistieron a los Comandos aliados en la resistencia a los japoneses. En cambio, la pequeña colonia portuguesa de Macao no fue ocupada por Japón a diferencia de la vecina británica Hong Kong.

### Reino Unido
En el Reino Unido, durante los años 1920 y 1930, hubo algunos grupos políticos y personas que simpatizaban con el fascismo. Entre ellos Roth-Lintorn Orman (fascista británico), Arnold Leese de la Liga fascista imperial, Oswald Mosley de la Unión Fascista Británica, William Joyce y John Beckett de la National Socialist League, entre otros.
En 1938, algunos países occidentales, entre ellos el Reino Unido, firmaron el Acuerdo de Münich con la Alemania nazi. En este acuerdo la Alemania nazi recibiría una parte de importancia estratégica de Checoslovaquia. Esto fue criticado por muchos, incluyendo la Unión Soviética. Este territorio era muy importante para Alemania ya que le permitiría el no estar rodeado por las potencias occidentales.
Mientras, en el Lejano Oriente, en la misma época, individuos como Reginald Johnston (profesor particular de Puyi) y el general de brigada F. H. Burnell-Nugent (jefe de los guardias de la embajada británica en Tien-Tsin), entre otros apoyaron los planes japoneses relacionados con el incidente de Mukden, la creación del estado títere de Manchukuo y la abierta intervención japonesa en el noreste de China.
Durante la guerra, algunos prisioneros de guerra británicos sirvieron en la organización del "Cuerpo Voluntario Británico" (Legión de San Jorge), en enero del año 1943, concebido por John Amery, hijo de Leopold Amery Stennett. Heinrich Himmler estaba interesado en el concepto y ordenó la contratación de más voluntarios, pero solo alrededor de 30 soldados voluntarios se unieron a esta unidad (de los cuales tres eran australianos, tres canadienses, 3 sudafricanos y uno neozelandés). La unidad nunca entró en acción, pero se cree que algunos integrantes de ella lucharon en la batalla de Berlín.

#### Islas del Canal
Cuando la armada alemana se estaba preparando para desembarcar una fuerza de asalto de dos batallones para capturar las islas del Canal, un piloto de reconocimiento aterrizó en Guernsey el 30 de junio del año 1940, a quien se rindió oficialmente la isla. Jersey se rindió el 1 de julio. Alderney, donde no quedó nadie, fue ocupada el 2 de julio, y un pequeño destacamento viajó desde Guernsey a Sark, que se rindió el 4 de julio. En Guernsey, el bailío, sir Victor Carey y los Estados de Guernsey entregaron totalmente el poder a las autoridades alemanas. La atención cotidiana de los asuntos de las islas fue responsabilidad de un Comité Controlador, bajo la presidencia de Ambrose Sherwill.
La política de los gobiernos de la isla, actuando bajo las instrucciones que el gobierno británico comunicó antes de la ocupación, era una cooperación pasiva, aunque esto ha sido criticado debido a la deportación de judíos de las islas. Algunas isleñas fraternizaron con las fuerzas que las ocuparon, aunque esto estaba mal visto por la mayoría de los isleños, quienes les dieron el nombre despectivo de «Jerry bags».

### San Marino
San Marino se mantuvo oficialmente neutral en la Segunda Guerra Mundial. No simpatizaba con el Eje debido a que fue gobernado por el Partido Fascista de San Marino. Sin embargo, fuerzas alemanas (el Regimiento 993º Panzergrenadier) se retiraron a través del país en el año 1944, siendo perseguido por las fuerzas aliadas de la Cuarta división de infantería. Las fuerzas militares aliadas se mantuvieron solo en la medida militar necesaria, que fue tan solo de unos meses. En total, durante los combates, murieron unos 60 habitantes de San Marino.

### Suecia
El aspecto más importante de Suecia en sus relaciones con la Alemania nazi, antes y durante la Segunda Guerra Mundial quizá fuese la exportación de mineral de hierro que se utilizaba en la fabricación de armas alemanas. En Alemania los preparativos para la guerra se hicieron más evidentes y el obvio riesgo de que estallra otra guerra suscitó un interés internacional por el mineral de hierro de Suecia. Alemania intentó presionar a Suecia para que aumentase sus exportaciones de hierro, pero sin éxito. Sin embargo, las relaciones entre Alemania y Suecia se mantuvo cooperativa, continuando Suecia con sus exportaciones acostumbradas. Además del mineral de hierro, Alemania requiere a la empresa sueca SFK cojinetes de bolas de acero.
Ya durante la Campaña de Noruega el Gobierno de Suecia dio a la Wehrmacht acceso al sistema ferroviario de Suecia, lo que permitió a los alemanes la transferencia de 60 soldados con el pretexto de que eran personal de la Cruz Roja de las zonas ocupadas en el sur de Noruega en el frente de Narvik. El acceso a los ferrocarriles suecos se le concedió más tarde, con la condición de que el número de soldados alemanes que iban a la Noruega ocupada sería un equilibrio entre el número de salida (en la práctica esta limitación fue ignorada). Suecia permitía a los transportes navales alemanes tomar atajos a través de sus aguas territoriales en el Mar Báltico.
Más controvertido es el el tránsito de tropas alemanas a través de Suecia, como el de una división de infantería completamente armada y equipada bajo el mando de Erwin Engelbrecht que fue de Noruega a Finlandia durante la invasión alemana de la Unión Soviética en el año 1941. (Ver también Segunda Guerra Mundial)
En respuesta a un llamamiento de voluntarios alemanes, entre 130 y 300 ciudadanos suecos se alistaron en las Fuerzas Armadas Alemanas (la mayoría de ellos sirviendo en las Waffen-SS), entrando en combate en el frente oriental. Esta fue una elección individual hecha por los ciudadanos suecos y por la política del gobierno sueco y no una contratación externa de voluntarios fue prohibida en Suecia. Alrededor de 1600 suecos sirvieron legalmente como voluntarios durante la Guerra de Continuación, donde Finlandia luchó en el bando del Eje contra la Unión Soviética. Cerca de 400 integrantes de ese grupo eran oficiales regulares con la licencia del Ejército de Suecia.

### Suiza
Durante la Segunda Guerra Mundial, el franco suizo fue la única moneda quedaba libremente convertible que había en el mundo, y tanto los aliados como los alemanes vendieron grandes cantidades de oro al Banco Nacional Suizo. Entre 1940 y 1945, el Reichsbank (Banco Central de Alemania) vendió 1 300 millones de francos en oro a los bancos suizos a cambio de francos suizos y otras monedas extranjeras. Cientos de millones de francos por valor de este oro monetario fueron saqueados de los Bancos Centrales de los países ocupados. 581 000 francos fueron colocados en una cuenta bajo el nombre de "Melmer", los cuales procedían del oro sacado de las víctimas del Holocausto en Europa del Este y que fueron vendidos a los bancos suizos.
Suiza, a pesar de que el 70 % era de etnia alemana (alemánico —otros grupos étnicos incluían el 19 % del francés, 10 % del italiano, y el 1 % reto-romanisch—) estaba decidida a permanecer neutral durante la guerra. El país tenía claras ventajas defensivas que ayudaban a hacer muy difícil cualquier intento de incursión en su territorio, tanto alemán como aliado. En primer lugar por su forma como de un cuenco, con altas montañas que forman las fronteras con sus países vecinos. Solo había cuatro pasos por los que un ejército podría hacer una entrada, y los suizos ya habían minado todos los túneles ferroviarios con explosivos. Cualquier incursión de los alemanes e italianos se encontraría con una frontera sellada. En segundo lugar, los suizos contaban con un gran ejército de reserva —a todos los hombres sin discapacidad se les exigía solamente para servir a su tiempo, respaldados por una formación regular— pero estaban obligados a mantener su equipo militar en casa, y debían estar listos para presentarse al deber dentro de las 48 horas de su llamada. Los propios alemanes habían estimado que cualquier ataque contra Suiza podría resultar en una proporción de 4:1 bajas en contra de ellos.
No es que los suizos no fueran probados: en mayo del año 1940, la Luftwaffe voló en el espacio aéreo suizo para atacar objetivos detrás de las líneas francesas y para poner a prueba la respuesta suiza. Suiza había incorporado Messerschmitt 109 que se precipitaron en escuadrones contra los bombarderos alemanes Heinkel He-111, disparando contra muchos de ellos y derribándolos. Los pilotos alemanes habían asumido que los ME109 eran alemanes y al principio no emprendieron ninguna acción evasiva hasta que cayeron sobre ellos. Hubo varios compromisos de otro tipo entre los aviones alemanes y suizos durante la guerra. Los suizos también construyeron el Morane-Saulnier MS 406 de diseño francés bajo licencia. En cuanto a los aliados, bombarderos estadounidenses y británicos sobrevolaron en ocasiones territorio suizo ganándose ser disparados por las unidades antiaéreas suizas o ser escoltados hasta la pista más cercana por las aeronaves suizas para su confiscación. En cuanto a las simpatías hacia una y otra parte en Suiza había de todo, siendo tratadas las tripulaciones alemanas o aliadas, cuando eran detenidas, según cuales fueran las simpatías del captor. Algunos tripulantes fueron golpeados y retenidos en campamentos, y a otros se les concedió una gran libertad de movimiento.

### Turquía
La Alemania nazi no tenía ninguna intención de ocupar Turquía pese a que todos sus vecinos del oeste estaban ocupados por el Eje (incluida Grecia, mientras que Bulgaria se alió con Alemania). Franz von Papen, el ministro de Relaciones Exteriores alemán, visitó Ankara con la esperanza de persuadir a Turquía para unirse a las potencias del Eje. Esto habría reducido de manera significativa la ruta a través del Eje hacia los campos petrolíferos soviéticos del Cáucaso de gran valor en Bakú. Al final resultó que, en el año 1942, el ejército alemán estaba casi en la puerta al este de Turquía, a solo unos kilómetros de la frontera turco-soviética, a medida que avanzaban hacia abajo en el Cáucaso. Sin embargo, la victoria soviética en Stalingrado y la posterior derrota en el Frente Oriental obligaron a los alemanes a retirarse de la zona.
Turquía había decidido permanecer neutral para no alejar a los aliados, pero también firmó un pacto de neutralidad con Alemania. También envío de cromo, un elemento vital en la producción de aviones, tanques, barcos y submarinos, a la Alemania nazi hasta la declaración de guerra por Turquía. Turquía fue el último país de la guerra en la compra de equipos militares a Alemania, (Panzer III - IV, Focke-Wulf Fw 190 I, etc.). Los turcos también adquirieron armas compradas a los aliados (Morane-Saulnier MS.406, Republic P-47 Thunderbolt).
Turquía, sin embargo, acabó declarando la guerra a Alemania hacia el final del conflicto como manera de que en la posguerra se le permitiese unirse a las Naciones Unidas.

### Unión Soviética
Las relaciones entre las dos grandes potencias de la Unión Soviética y del Eje fueron en general hostil antes del año 1939. En la Guerra Civil Española, la Unión Soviética facilitó ayuda militar a la Segunda República Española y en contra de fuerzas nacionalistas, que fueron asistidas por Alemania y el Italia. Sin embargo, las fuerzas nacionalistas obtuvieron la victoria. En los años 1938 y 1939, la Unión Soviética luchó y derrotó a Japón en dos guerras fronterizas por separado, en la Lago Khasi y en la Gol khalkhi. Los soviéticos sufrieron una nueva derrota política cuando un aliado, Checoslovaquia, se dividió y se anexó parcialmente, por Alemania, Hungría y Polonia —con el acuerdo de Gran Bretaña y Francia— en 1938-39.
Hubo conversaciones entre la Unión Soviética, el Reino Unido y Francia para una alianza contra el creciente poder de Alemania, pero estas conversaciones fracasaron. Como resultado, el 23 de agosto del año 1939, la Unión Soviética y Alemania firmaron el Pacto Molotov-Ribbentrop, que incluía un protocolo secreto por el cual los países independientes de Finlandia, Estonia Letonia Lituania, Polonia y el Reino de Rumanía, se dividieron en esferas de influencia de las partes.
El 1 de septiembre, apenas una semana después de que el pacto había sido firmado, la partición de Polonia comenzó con La invasión alemana. La Unión Soviética invadió Polonia desde el este el 17 de septiembre.
Poco después, la Unión Soviética ocupaba Estonia, Letonia y Lituania y, además, se anexó Besarabia y el norte de Bucovina en Rumanía. La Unión Soviética atacó Finlandia el 30 de noviembre del año 1939 dando comienzo la Guerra de Invierno. La defensa de Finlandia impidió una ocupación total del país, pero Finlandia fue forzada a ceder las zonas fronterizas de importancia estratégica cerca de Leningrado.
La Unión Soviética apoyó a Alemania en el esfuerzo de la guerra contra Europa Occidental a través de la Acuerdo Comercial alemán-soviético con exportaciones de materias primas, como fosfatos, cromo, mineral de hierro, aceite mineral de cereales, algodón y caucho. Estos y otros bienes de exportación se transportaban a través de los territorios polacos ocupados y la Unión Soviética, eludiendo, por lo tanto, el bloqueo naval británico de Alemania. La Unión Soviética ayudó a los nazis mediante la creación de una base naval cerca de Murmansk, en apoyo de Hitler en la con submarinos de guerra U-boat contra Gran Bretaña. Alemania cerró el Pacto Molotov-Ribbentrop con la invasión de la Unión Soviética en la Operación Barbarroja el 22 de junio del año 1941. Esto dio lugar a que la Unión Soviética, acabara siendo uno de los principales miembros de los Aliados.
Alemania entonces revivió su Pacto Antikomintern que incluía a muchos países de Europa y Asia en su oposición contra la Unión Soviética.
La Unión Soviética y el Japón se mantuvieron neutrales uno hacia el otro durante la mayor parte de la guerra por el Pacto de neutralidad entre la Unión Soviética y Japón. La Unión Soviética terminó el pacto de neutralidad soviético-japonesa con la Invasión de Manchuria El 8 de agosto del año 1945.

#### República Socialista Soviética de Bielorrusia
Artículo principal: Reichskommissariat Ostland
Artículo principal: Ocupación de Bielorrusia por la Alemania Nazi
Durante la Segunda Guerra Mundial, los nazis intentaron establecer un estado títere bielorruso, Rada Central Bielorrusa, con símbolos similares a la República Nacional Bielorrusa. Los alemanes impusieron un régimen racista brutal, quemando unos 9000 pueblos bielorrusos, deportando unas 380 000 personas para trabajar como esclavos, y matando cientos de miles de civiles.
Casi toda la población, antes muy numerosa, de judíos de Bielorrusia que no fue evacuada, fue asesinada. Uno de los primeros alzamientos de un gueto judío contra los nazi ocurrió en 1942 en Bielorrusia, en la pequeña ciudad de Lakhva

#### República Socialista Soviética de Ucrania
Durante la Segunda Guerra Mundial, algunos elementos de Ucrania lucharon en la clandestinidad contra las fuerzas nacionalistas, tanto nazis como soviéticas, formando el Ejército Insurgente Ucraniano en el año 1942, mientras que otros ucranianos colaboraron inicialmente con los nazis, después de haber sido ignorados por las demás potencias. En el año 1941, los invasores alemanes y sus aliados del Eje inicialmente avanzaron, pese a los desesperados e infroctuosose sfuerzos, pero sin éxito del Ejército Rojo de contenerles.
Inicialmente, los alemanes fueron recibidos como Libertadores por muchos ucranianos, especialmente en Ucrania occidental, que había sido ocupada solo por los soviéticos en el año 1939. Sin embargo, el dominio alemán en el territorio ocupado, con el tiempo ayudó a la causa soviética. Los administradores de los nazis en los territorios conquistados soviéticos hicieron pocos intentos de explotar a la población de la insatisfacción de los territorios de Ucrania con la política soviética política y económica. En cambio, los nazis conserva el sistema de granjas colectivas, llevando a cabo de manera sistemática su política de genocidio contra los judíos. deportando a otros (sobre todo ucranianos) para trabajar en Alemania, poniendo en funcionamiento una despoblación sistemática de Ucrania, preparándola para la colonización alemana.

### Vaticano
La Cuestión Romana se resolvió el 11 de febrero del año 1929 entre la Santa Sede y el Reino de Italia. El tratado fue firmado por Benito Mussolini y por el cardenal Pietro Gasparri en nombre del rey Víctor Manuel III y del papa Pío XI (1922-1939), respectivamente. Los Pactos de Letrán y el Concordato, establecieron el Estado Independiente de la Ciudad del Vaticano, concediendo un estatus especial al catolicismo en Italia.
La Santa Sede fue uno de los pocos estados que establecieron relaciones diplomáticas con el estado títere japonés de Manchukuo.

## Asia

### Afganistán
En Afganistán Mohamed Zahir Shah bajo la tutela de su tío y primos invitó y recibió el apoyo industrial de Alemania. En el año 1935, Ingenieros y hombres de negocio alemanes habían desarrollado y fábricas y proyectos hidroeléctricos dentro de Afganistán. También se esperaba menor apoyo por parte Japón e Italia.
Aunque Afganistán había declarado su neutralidad el 17 de agosto del año 1940, los británicos y los soviéticos aún se alarmaron por el gran número de personal alemán no diplomático en el país. En octubre, tanto el gobierno británico como el soviético, ordenaron a Afganistán que retirase todo el personal del Eje no diplomático del país. El Sah y sus tutores consideraron como un insulto e ilegítima la demanda, pero habían tomado buena nota de la rápida invasión que se llevó a cabo en Irán y lo llevó a cabo en agosto. Como no deseaban que lo mismo pasara en su país, aceptaron las demandas poniendo en práctica la neutralidad absoluta.

### República de China (1912-1949)
China disfrutó de relaciones cordiales con Alemania tras la Primera Guerra Mundial, debido a que Alemania perdió sus posesiones coloniales en China con su derrota. China exigió experiencia industrial alemana, mientras que Alemania vio a China como un gran mercado.
Con el ascenso de los nazis en el año 1933, Alemania comenzó una intensa cooperación con China, mientras que los nazis requerían materias primas de China para su sistema de economía planificada, mientras que Chiang Kai-shek intentó, por consejo de Alemania, reformar las fuerzas armadas para resistir a los japoneses y a los comunistas. En ese momento de la cooperación, el intercambio entre China y Alemania representaba el 17% del comercio exterior de China y China era el tercer socio comercial con Alemania.
La cooperación de la China nacionalista y la Alemania nazi declinó con la Segunda Guerra Sino-Japonesa en el año 1937, aunque Alemania favoreció al Japón con la alianza del Pacto Anti-Komintern, como un baluarte contra la Unión Soviética. Los contactos persistieron durante algún tiempo, hasta julio del año 1941, cuando la Alemania nazi reconoció el gobierno títere japonés de Wang Jingwei en la extinción con el gobierno de Chiang Kai-shek. La China nacionalista declaró formalmente la guerra a Japón y a la Alemania nazi el 9 de diciembre del año 1941, después del ataque japonés a Pearl Harbor.

### Primera República del Turkestán Oriental
La turco-islámica Primera República del Turkestán Oriental tuvo algunos vínculos con las potencias del Eje durante 1930-1937 porque el Eje quería explotar los sentimientos panislámicos para crear un estado cliente pro-eje en Asia Central como una forma de comprobar la influencia soviética en la zona.

### Indias Orientales Neerlandesas
Durante la ocupación, los japoneses alentaron y respaldaron el sentimiento nacionalista de Indonesia, crearon nuevas instituciones y promovieron a líderes nacionalistas indonesios como Sukarno. En las décadas anteriores a la guerra, los holandeses habían tenido mucho éxito en la represión de los pequeños movimientos nacionalistas en Indonesia, lo que resultó fundamental en la preparación de la próxima independencia de Indonesia
El régimen japonés percibió Java como el más sofisticado políticamente, pero económicamente la zona menos importante; su gente era el principal recurso de Japón. Como tal, y en contraste con Holanda, la supresión de los japoneses alentó el nacionalismo indonesio en Java y por lo tanto una mayor sofisticación política (estímulo similar del nacionalismo en el recurso estratégico. Sumatra, fértil y rica en recursos naturales, llegó más tarde pero solo después de que quedó claro que los japoneses habían perdido la guerra). Las islas exteriores bajo el control naval, sin embargo, eran consideradas políticamente atrasadas, pero vitales económicamente para el esfuerzo de guerra japonés, y en estas regiones se regían por la más opresiva de todas. Estas experiencias y las diferencias posteriores en la politización nacionalista tendrían un profundo impacto en el curso de la Revolución Nacional de Indonesia en los años inmediatos a su independencia (1945-1950).
Además de revivir el nacionalismo indonesio, igual de importante para la próxima lucha por la independencia fue la revolución interna orquestada por los japoneses económica, política y socialmente, para el desmantelamiento y destrucción del Estado colonial.
de los holandeses.
A principios del año 1929, durante el llamado Renacimiento Nacional de Indonesia, Achmed Sukarno y su compañero, el líder nacionalista de Indonesia Muhammad Hatta, (más tarde vicepresidente de Indonesia), previeron una primera guerra en el Pacífico y la oportunidad de lo que el avance japonés en Indonesia podría representar para la causa de la Independencia de Indonesia. En febrero del año 1942 el Japón imperial invadió las Indias Orientales Neerlandesas rápidamente sobre ejecutadas superando las fuerzas holandesas que fueron obligadas a retirarse, transportando en camión a Sukarno durante trescientos kilómetros desde Padang Sumatra. La intención era mantenerlo prisionero, pero abruptamente lo abandonaron para salvarse a sí mismos.
Los japoneses tenían sus propios archivos de Sukarno y se acercaron a él respetuosamente con intención de utilizarlo para organizar y pacificar a los indonesios. Sukarno sin embargo quería utilizar a los japoneses para liberar Indonesia: «El Señor sea alabado, Dios me mostró el camino, en el valle del Ngarai y me dijo: Sí, la independencia de Indonesia sólo puede lograrse con el Imperio del Japón [...] Por primera vez en toda mi vida, me vi en el espejo de Asia».[cita requerida]
Subsecuentemente, las fuerzas indígenas de Sumatra y Java, contaron con la ayuda a través de los japoneses contra los holandeses, pero no cooperaron en el suministro de combustible de aviación que era esencial para el esfuerzo de guerra de los japoneses. Desesperados por conseguir el apoyo local en el suministro de la carga volátil. Japón, entonces, trajo de vuelta a Sukarno a Yakarta. Este ayudó a los japoneses en la obtención de su combustible de aviación y a reclutar mano de obra, llamados sukarela en indonesio y romusha en japonés. Para Sukarno fue una vergüenza duradera su papel con los romusha. Estuvo involucrado en la creación de PETA y Heiho (ejército de tropas de voluntarios javanesas) a través de discursos transmitidos por la radio japonesa por extensas redes de altavoces instalados a través de Java. A mediados del año 1945 en virtud de estas unidades contaban con cerca de dos millones de voluntarios, y estaban preparadas para derrotar a cualquier fuerza aliada enviada para volver a tomar Java.
El 10 de noviembre de 1943 Sukarno fue condecorado por el Emperador del Japón en Tokio. También se convirtió en jefe del Comité de Trabajo Preparatorio de la Independencia de Indonesia (Indonesio: Badan Penyelidik Usaha Persiapan Kemerdekaan Indonesia (BPUPKI)), (Japonçes: Dokuritsu Junbi Chōsa-kai 独立準備調査会) , el comité organizado por el Japón con el cual Indonesia obtuvo la independencia más tarde. El 7 de septiembre del año 1944, con la guerra iba mal para los japoneses , el primer ministro Koiso Kuniaki prometió la independencia de Indonesia, aunque no se fijó una fecha. Dicho anuncio fue visto como una reivindicación por la intensa colaboración de Sukarno para con los japoneses.

### Irán
Después de la invasión alemana de la URSS en junio de 1941, el Reino Unido y la Unión Soviética se convirtieron en aliados. A pesar de ser una nación neutral, Reza Shah Pahlavi estaba más cerca de Alemania. Esto preocupaba a los británicos, que temían que la refinería de petróleo de la Compañía Anglopersa de Petróleo pudiera caer en manos de los alemanes —la refinería produjo ocho millones de toneladas de petróleo en el año 1940 y fue una parte crucial para el esfuerzo de la guerra de los Aliados—. Para los soviéticos, Irán era un país de extremada importancia estratégica. La Wehrmacht alemana avanzaba con paso firme a través de la Unión Soviética, y allí había pocas maneras de que los aliados pudieran hacer llegar a los soviéticos los suministros que estos necesitaban desesperadamente mediante el programa de EE.UU. Ley de Préstamo y Arriendo.
En 1942, soviéticos y británicos, invadieron Irán en forma conjunta para prevenir que el Sha se uniese a la órbita del Eje como el  vecino Irak había hecho. A pesar de tener un ejército de 125.000 hombres, los iraníes estaban mal entrenados y conducidos, siendo cogidos por sorpresa. La mayoría de las unidades se rindieron rápidamente. Por el contrario, la Armada iraní, aunque pequeña, resistió feroz y rápidamente a las unidades navales británicas hasta la extenuación. El Shah abdicó y su hijo, Reza Pahlevi, fue mantenido bajo custodia por los aliados hasta el final de la guerra.
Durante el resto de la guerra, Irán fue una fuente vital de petróleo para los aliados, y una ruta de abastecimiento importante para los soviéticos. Muchos emigrantes de Polonia, inicialmente capturados por los soviéticos en el año 1939, fueron puestos en libertad a través de Irán. Miles de iraníes se convirtieron en trabajadores muy valiosos para los aliados, conduciendo de camiones y en la provisión de suministros vitales para el esfuerzo bélico.

### Macao
A raíz de la entrega de Hong Kong en diciembre de 1941, los japoneses decidieron no ocupar formalmente la colonia portuguesa de Macao. La razón para ello pudo ser que los japoneses respetaban la neutralidad portuguesa, pero las tropas japonesas entraban y salían de Macao a voluntad con pocas protestas por parte de las autoridades portuguesas. Sin embargo, a pesar de esta situación, se permitió que las banderas de los aliados se mostraran en Macao en sus respectivos consulados.
Después de agosto de 1943, la influencia japonesa en Macao aumentó después de que atacaron y capturaron un carguero británico, el Sian (o Xi'an), frente a las costas de Macao después de matar a 20 tripulantes. El barco podría haber estado llevando suministros de contrabando de guerra por las fuerzas nacionalistas chinas. Fue después de este incidente que Japón ordenó al gobierno de Macao aceptar "asesores" japoneses como una alternativa para terminar con la ocupación militar. Más tarde, Japón se volvió aún más agresivo al ordenar al gobernador de Macao, el comandante Gabriel Mauricio Teixeira, que reconociese la autoridad japonesa en China del sur. Por otra parte, las autoridades japonesas ordenaron a las tropas portuguesas que abandonaran sus cuarteles en la isla de Lappa, una isla cercana a Macao. A los japoneses también se les dio la autoridad para llevar a cabo búsquedas casa por casa.
Macao se mantuvo casi completamente aislada del mundo exterior, pero nunca fue ocupada por las fuerzas japonesas durante la Segunda Guerra Mundial. Se mantuvo neutral durante la guerra pero, esencialmente, fuera de contacto con el gobierno portugués en Lisboa. Esto impidió cualquier refuerzo o retirada. Los mayores problemas a los que se enfrentaban las autoridades coloniales de Macao fueron causadas por civiles chinos que buscaban refugio de los japoneses. Poco después de que Portugal puso las Azores a disposición de los aviones aliados, un cañonero portugués atracado en Macao fue capturado por los japoneses de nombre Maiko. Al final de la Segunda Guerra Mundial, después de la rendición del Japón, Macao volvió a su normalidad anterior.

## América

### Argentina
Después de que la administración de Roosevelt hubiera impuesto sanciones contra Japón pero antes del ataque a Pearl Harbor, Tokio decidió establecer relaciones con los países de América Latina para obtener nuevos aliados y tener acceso a las materias primas.
En 1941, Japón invitó al Jefe de la Sección Comercial de la Cancillería argentina, el Dr. Carlos Torriani, a visitar Japón, Manchukuo, Corea (anexada por Japón) y el "Reformado Estado Chino".
[cita requerida]
Argentina se mantuvo oficialmente neutral durante la mayor parte de la Segunda Guerra Mundial. Sin embargo el público se mantuvo dividido, mientras que los gobiernos militares que gobernaron entre 1943 y 1946 favorecieron a las potencias del Eje. Después de la Segunda Guerra Mundial, durante el primer gobierno de Juan Domingo Perón, Argentina se convirtió en un refugio importante para los criminales de guerra nazis, entre ellos colaboradores franceses, belgas y otros, con la protección explícita del Gobierno.[cita requerida]

### Bolivia y Perú
Bolivia y Perú, durante la década de 1930, tenían algunos vínculos comerciales con Alemania e Italia. Estos países adquirieron una serie de Focke-Wulf Fw 44 Stieglitz, Junkers Ju 86 Ks, Junkers 43s K, y tanquetas CV-33, así como otros equipos militares y civiles en el primer caso, y los ejemplares de Caproni-Bergamaschi Ca.135 P. XI (Ca.135bis) en el último caso.

### Brasil
Brasil, antes y durante la guerra, tenía vínculos comerciales con Alemania e Italia, por ejemplo, el país adquirió aviones alemanes y armas, incluyendo Focke-Wulf Fw 200 B-1, Focke-Wulf Fw 58 Weihes, Focke-Wulf Fw 44 Stieglitz, Junkers Ju 86 Ks, tanquetas CV-33, y vehículos blindados SdKfz 6, SdKfz 7 SdKfz 8. Brasil también adquirió las licencias para la fabricación de algunos de estos aviones.
Antes y durante la guerra, hubo algunos grupos políticos nativos brasileños con doctrinas fascistas. El país, en su conjunto, declaró la guerra al Eje en el año 1942 y envió a la Fuerza Expedicionaria Brasileña para combatir con los aliados en Europa

### Canadá
Canadá, aunque entró en la guerra en 1939 y fue uno de los primeros países en declarar la guerra al Eje, tuvo un movimiento fascista a lo largo de la década desde el año 1930 hasta el año 1940. 
El Partido Nacional Social Cristiano (en inglés Christian National Socialist Party') (en francés Parti National Social Chrétien) era un partido fascista y antisemita con sede en Quebec fundado en febrero de 1934. El partido fue dirigido por el canadiense Adrien Arcand. Admirador de Adolf Hitler, Arcand se refería a sí mismo como el "führer canadiense". En octubre de 1934, el partido se fusionó con el Partido Nacionalista de Canadá, con sede en las provincias de las Praderas. En junio de 1938, se fusionó con otros clubes racistas nazis en Ontario y Quebec, muchos de los cuales eran conocidos como clubes Swastika, para formar la Unidad Nacional del Partido en una convención nacional celebrada en Kingston, Ontario.
El único político fascista en ser elegido en Canadá fue el de Pedro M. Campbell de Alberta, que ganó en el (distrito electoral provincial) de Lethbridge en las elecciones del año 1937 de Alberta formando el Partido Unido de Alberta (en inglés Alberta Unity Party). 
Sin embargo, todos los partidos fueron prohibidos el 30 de mayo del año 1940 bajo el Reglamento de Defensa de Canadá de la Ley de Medidas de Emergencia (en inglés War Measures Act), y Arcand, y muchos de sus seguidores, fueron arrestados y detenidos durante la duración de la guerra.

### Chile
Pese a girar en la órbita de influencia norteamericana más directa, Chile mantuvo una posición de neutralidad a lo largo de casi todo el conflicto. No obstante, cuando la derrota del Eje estaba casi consumada y debido a presiones internacionales, Chile se pasó al bando de los Aliados y terminó declarándole la guerra a Japón; eso sí, es preciso señalar que solo participó en la guerra a nivel diplomático ya que no envió tropas a los campos de batalla. Paradójicamente, al optar por la beligerancia en la causa aliada, Chile formó parte de los países que en el año 1945 dieron vida a la Organización de las Naciones Unidas (ONU).

### Costa Rica, El Salvador y la República Dominicana
Antes de la creación del pacto de defensa mutua suscrito por la Unión Panamericana en julio de 1940 y la entrada en la guerra contra los Aliados después del ataque a Pearl Harbor, Costa Rica, el Salvador y la República Dominicana ofrecieron el reconocimiento internacional de Japón. En su momento dicho gobierno títere de Manchukuo no fue reconocido como estado soberano legítimo por la mayoría de los países, EE. UU. incluidos.

### Estados Unidos
Oficialmente, los Estados Unidos no estaban a favor de ninguno de los miembros del Eje, pero antes del ataque a Pearl Harbor en diciembre de 1941, hubo algunos hombres de negocios estadounidenses relacionados con el comercio japonés que eran partidarios de la causa japonesa en el país. Por ejemplo, el Acuerdo de Comercio del año 1939 permite a Thomas Lamont (de JP Morgan y de la Warranty Trust Company) visitar Japón y establecer negocios con el conde Aisuke Kabayama (de la Compañía de Fabricación de hierro de Japón), Fuji Fujizawa (encargado de recoger la chatarra de hierro en los Estados Unidos) y Noburo Ohtani (presidente de NYK Line), entre otros.
Un simpatizante fue George Bronson Rea, exingeniero ferroviario y experto en asuntos chinos que en 1935 publicó El caso de Manchukuo (The Case for Manchukuo, D. Appletone Century Co., Nueva York), donde argumentaba a favor de la protección japonesa del gobierno títere de Manchukuo. 
Durante la guerra unos cuantos prisioneros de guerra de EE.UU. se convirtieron en miembros de las fuerzas armadas alemanas, pero no se planteó la creación de ninguna unidad organizada de voluntarios. Cinco ciudadanos de Estados Unidos sirvieron en las Waffen-SS en mayo del año 1940: entre ellos figuraban James Martin Monti (de San Luis), en la Untersturmführer SS, y Peter Delaney (conocido también como Peter de la Ney du Vair) (de Luisiana), en las SS-Waffen Haupsturmführer-SS. Ambos sirvieron en la unidad SS-Standarte Kurt Eggers, y se cree que Delaney sirvió más tarde en la Legión de voluntarios franceses contra el bolchevismo (LVF). Se reunió con Monti y, probablemente, se las arregló para que él pudiera entrar en las Waffen-SS. Delaney fue asesinado en 1945. Se sabe que otros ocho voluntarios americanos murieron en el servicio alemán.

### México
México no se unió oficialmente al Eje y rechazó las ofertas de Alemania de ponerse del lado del Eje durante la Segunda Guerra Mundial. Sin embargo, hubo algunos ciudadanos mexicanos vinculados al Partido Fascista Español. Algunos voluntarios mexicanos habían ayudado a Franco, pero el estado mexicano se opuso a los nacionalistas en la Guerra Civil Española.
El 13 de mayo de 1942 el buque mexicano Potrero del Llano fue hundido cerca de las costas de Florida en el golfo de México. Ante este hecho, México demanda al Ministerio de Relaciones Exteriores alemán declarando que si, en el plazo de 7 días contados a partir del 14 de mayo de 1942 el país responsable de la agresión no procede a pagar los daños y perjuicios causados, el gobierno mexicano adoptaría las medidas que reclame el honor nacional. Esa misma noche, el presidente Manuel Ávila Camacho emitió un anuncio dirigido a la nación comunicándole que un submarino de las Potencias del Eje habría hundido en el Atlántico al buque de matrícula mexicana Potrero del Llano, y que de no satisfacerse las reclamaciones, a partir del día 22 de mayo existiría un estado de guerra entre México y las Potencias del Eje (en especial, Italia, Japón y la propia Alemania). El 13 de ese mismo mes, otro buque–tanque llamado Faja de Oro también es torpedeado y hundido; no obstante, ni Alemania ni ningún otro país del Eje respondieron a los reclamos del gobierno mexicano. 
Fue así como México entró activamente a la Segunda Guerra Mundial. El gobierno mexicano envió al Escuadrón 201, integrado por 300 hombres, que fue una agrupación de la Fuerza aérea mexicana enviada a combatir como parte de los Aliados.

## Oceanía

### Australia
Oficialmente, en la década de 1930, el médico inmigrante alemán, de la Primera Guerra Mundial y veterano del Ejército alemán, el Dr. Johannes Becker, creó el Partido Nazi en Australia. Con sede en Tanunda, Australia del Sur, se convirtió en el líder del Partido Nazi Organizado de Australia, reuniendo en su en torno a un cierto número de personas, incluyendo un pastor luterano. Becker perdió el favor de los oficiales nazis en Alemania y fue expulsado del partido en el año 1941. Dentro de los primeros días de la Segunda Guerra Mundial, todos los miembros fueron internados, ya que se consideraban un riesgo para la seguridad nacional. Becker fue etiquetado como "Australia N º 1 del nazi" y su organización era conocida por los agentes de seguridad australianos como "El club de Hitler" Además se cree que unos cuantos australianos fueron reclutados para servir en el Britisches Freikorps. Australia también produjo su propia organización fascista, conocida como el Australia First Movement (Primer Movimiento de Australia). Aunque no directamente relacionada con la Alemania nazi, la Italia fascista o el Japón, se cree que vínculos más estrechos con las naciones del Eje se beneficiaron con los intereses a largo plazo de Australia. A diferencia de otras organizaciones de derecha fundadas en Australia en la década de los treinta (como la Nueva Guardia, New Guard), que eran esencialmente monárquicas y pro-británicas y estaban a favor del imperio, el Australia First Movement fue la única que se proponía que el país se convirtiese en una república como una futura forma de gobierno.

### Samoa Occidental
En la década de 1930 la antigua colonia alemana de Samoa Occidental estaba bajo administración de Nueva Zelanda. El 15 de enero del año 1934, el Sr. Alfred Matthes y EW Bohle estaban autorizados a establecer una sucursal de corta vida del Partido Nacionalsocialista Obrero Alemán en Samoa Occidental. Después de esto, empezaron a recibir literatura y propaganda impresa de la sucursal en el extranjero del Abteilung Auslands del Partido Nazi en Hamburgo.
El 20 de enero del año 1937, Matthes y Stoeicht Gerhard regresaron a Apia en el Congreso Mundial del Partido Nazi que se organizó en Hamburgo, Alemania. Ese mismo año, el cónsul alemán en Wellington visitó el cuartel general nazi en Apia. Durante la crisis de los Sudetes, en el año 1938, los nazis locales se activaron de nuevo y, al parecer, planeaban apoderarse de algunas instituciones claves del gobierno. Más tarde, Matthes y Berlín rompieron relaciones y Berlín disolvió el Partido Nazi de Samoa en abril del año 1939.
Algunos de los documentos que se encontraron en Alemania después de la guerra demostraban que doce samoanos occidentales tenían tarjeta de membresía oficial del Partido Nacional Socialista Obrero Alemán. Diez de ellos emigraron a Nueva Zelanda después de la guerra.